# Шмркович, Белма
Белма Шмркович (серб. Белма Шмрковић; род. 14 августа, 1990, Сьеница) — сербская лыжница.

## Спортивная карьера

### Участие в Олимпийских играх
| Год  | Место проведения | 10 км. |
| 2010 | Ванкувер         | 78     |

### Участие в Чемпионатах мира
| Год  | Место проведения | спринт, свободный стиль |
| 2009 | Либерец          | 90                      |